# Lauriea gardineri
Lauriea gardineri is een tienpotigensoort uit de familie van de Galatheidae. De wetenschappelijke naam van de soort is voor het eerst geldig gepubliceerd in 1926 door Laurie.